# Division de Malaisie orientale
Dans les États de Malaisie orientale de Sabah et Sarawak, la division est une subdivision administrative de l'État.
Les divisions sont à leur tour divisées en districts, en Malaisie péninsulaire en revanche les états sont directement divisés en districts, appelés daerah ou jajahan selon les États.

## Sabah
L'État de Sabah est composé de cinq divisions :

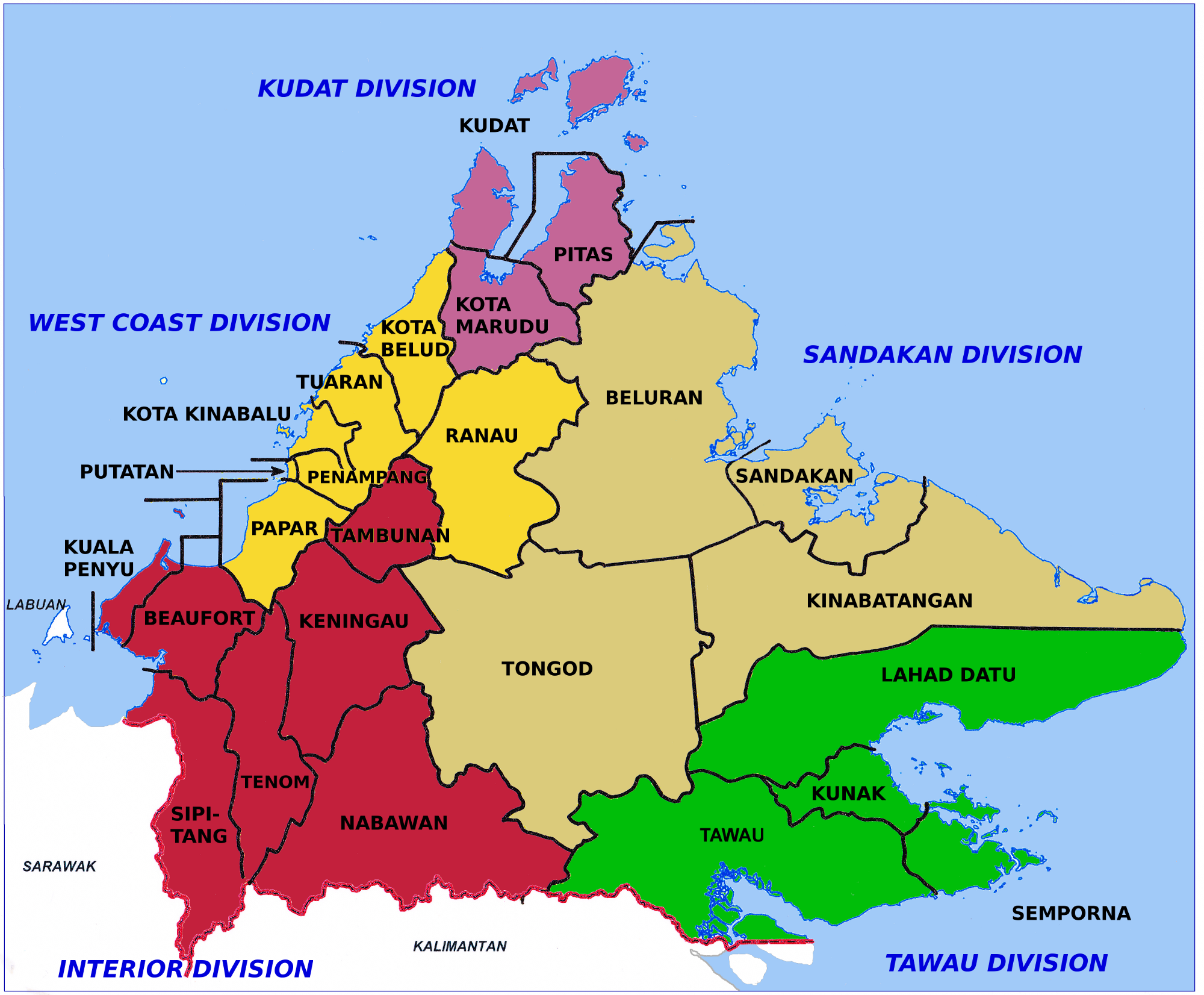
carte des divisions et districts de Sabah

- Intérieur
- Kudat
- Sandakan
- Tawau
- Côte occidentale

## Sarawak
L'État de Sarawak est composé de douze divisions :

carte des divisions du Sarawak

- Betong
- Bintulu
- Kapit
- Kuching
- Limbang
- Miri
- Mukah
- Samarahan
- Sarikei
- Serian
- Sibu
- Sri Aman